# Şenol Güneş
Şenol Güneş (ur. 1 czerwca 1952 w Trabzonie) – turecki piłkarz i trener piłkarski. Podczas swojej poprzedniej kadencji w roli selekcjonera w 2002 roku doprowadził reprezentację do trzeciego miejsca, największego sukcesu w historii jej występów na mistrzostwach świata.

## Kariera piłkarska
Był bramkarzem Trabzonsporu, który trzydzieści lat temu przełamał hegemonię klubów ze Stambułu. Tamtą drużynę kibice do dziś nazywają Trabzonpor Efsanesi (trabzońska bajka).
Karierę piłkarską zaczynał w lokalnych Erdogdu Genclik i Akçaabat Sebatspor
- 1975-84 – Trabzonspor

## Sukcesy piłkarskie
- mistrzostwo Turcji 1976, 1977, 1979, 1980, 1981 i 1984, Puchar Turcji 1977, 1978 i 1984 oraz Superpuchar Turcji 1979, 1980 i 1983 z Trabzonsporem

W reprezentacji Turcji w latach 1976–1987 rozegrał 30 meczów.

## Kariera trenerska
Przygodę szkoleniową zaczynał jako asystent pierwszego trenera w Trabzonspor SK. W 1992 dostał szansę samodzielnego poprowadzenia drużyny, która w ciągu pięciu lat jego pracy, mimo iż nie zdobyła mistrzostwa kraju, ponownie awansowała do elity najlepszych drużyn w Turcji. Po udanej przygodzie w Trabzonie, Güneş pracował w dużo słabszych klubach, a po krótkim epizodzie w Sakaryaspor SK wycofał się z czynnego uprawiania zawodu.
Kiedy w 2000 ogłoszono więc, że nowym selekcjonerem reprezentacji Turcji zostanie trener, który od ponad roku nigdzie nie pracował oraz nigdy nie prowadził któregoś z największych klubów w Turcji, wywołało to ogólne zdumienie. Domagano się jego dymisji szczególnie gdy we wrześniu 2001 przegrał eliminacyjny (do Mundialu) mecz ze Szwecją, co oznaczało konieczność gry w barażach. Prezes federacji zaufał jednak Güneşowi. Po efektownym przejściu barażów (z Austrią 1:0 i 5:0) Turcja po raz drugi w historii awansowała do mistrzostwach świata. W Japonii i Korei Turcy zaskoczyli wszystkich i zajęli III miejsce, przegrywając w półfinale z późniejszymi triumfatorami Brazylijczykami. W kraju nad Bosforem zapanowała powszechna euforia, a Güneş stał się jedną z najpopularniejszych i najbardziej lubianych postaci w Turcji.
W kolejnych eliminacjach (do Euro 2004) Turcy znów zajęli drugie miejsce w grupie i w barażach spotkali się z Łotwą. Ku zaskoczeniu obserwatorów w dwumeczu okazali się słabsi i przegrali z europejskim outsiderem. Mimo to Güneş nie otrzymał wymówienia. Zwolniono go dopiero w marcu 2004 po serii porażek w meczach towarzyskich.
Trener powrócił do Trabzonu i po raz drugi doprowadził go do wicemistrzostwa kraju. To właśnie on stał za sprowadzeniem do tego klubu polskiego pomocnika Mirosława Szymkowiaka. Pomimo dobrych wyników na krajowych boiskach, Güneş został zwolniony w połowie 2005 po tym, jak Trabzonspor SK nie awansował do Ligi Mistrzów.
W grudniu 2006 został szkoleniowcem koreańskiego FC Seoul.
- 1988-89 –  Trabzonspor, asystent
- 1989-92 –  Boluspor
- 1992-97 –  Trabzonspor
- 1997-98 –  Antalyaspor
- 1998-98 –  Sakaryaspor
- 2000-04 –  reprezentacja Turcji
- 2004-05 –  Trabzonspor
- od 2006 –  FC Seoul

## Sukcesy trenerskie
- wicemistrzostwo Turcji 1996 i 2005, Puchar Turcji 1995 oraz Superpuchar Turcji z Trabzonspor SK
- III miejsce na Mistrzostwach Świata 2002 z reprezentacją Turcji
- mistrzostwo Turcji 2016 i 2017 z Beşiktaş JK (piłka nożna)